# Махони, Фрэнк
Фрэнсис (Фрэнк) Махони (англ. Frank Mahony; 4 декабря 1862 — 28 июня 1916) — австралийский художник, один из классиков австралийской книжной иллюстрации.

## Биография
Родился в 1862 году в Мельбурне в семье ирландца Тимоти Махони, строительного подрядчика, и его второй жены, уроженки Корнуолла, Элизабет, урождённой Джонс. В семье Фрэнк был третьим выжившим ребёнком. Когда ему было десять лет, семья переехала в Сидней. Там он юношей устроился на работу в архитектурное бюро, а затем обучался в Сиднейской академии художеств. Свой первый заказ на иллюстрирование книги он получил в 1886 году от Эндрю Гаррана и вскоре успешно проиллюстрировал его «Живописный атлас».
В последующие годы Махони успешно работал как художник книги, создавая циклы иллюстраций (иногда — первые), к произведениям, некоторые из которых позднее стали классикой американской литературы, включая книги Генри Лоусона, детскую повесть «Дот и кенгуру» Этель Педли, поэзию Баркрофта Боука.
Кроме того, Махони работал и в жанре станковой, преимущественно анималистической живописи. Среди современников он считался мастером в изображении лошадей, но в общем и целом его станковая живопись пользовалась, особенно поначалу, умеренным успехом.
В 1897 году он женился на официантке по имени Мэри Тобин, с которой они в 1901 году переехали в Англию, однако там Махони не смог найти почти никаких заказов. Еле сводя концы с концами, он заболел и скончался в Лондоне в 1916 году. Его сын, Фрэнсис Уильям (Уилл) Махони, вернулся в Австралию, где сделал успешную карьеру карикатуриста и газетного иллюстратора в австралийской версии издания «The Daily Telegraph».

## Галерея

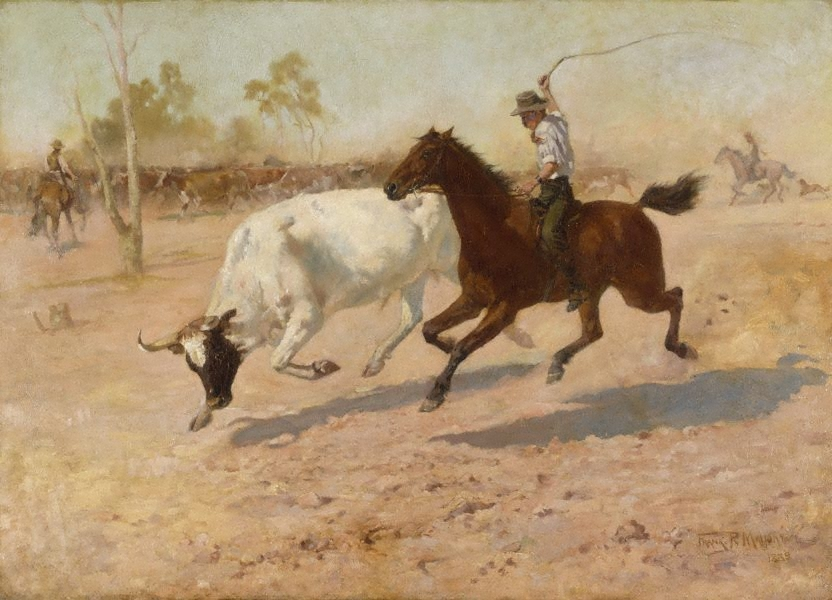
Поимка отставшего быка
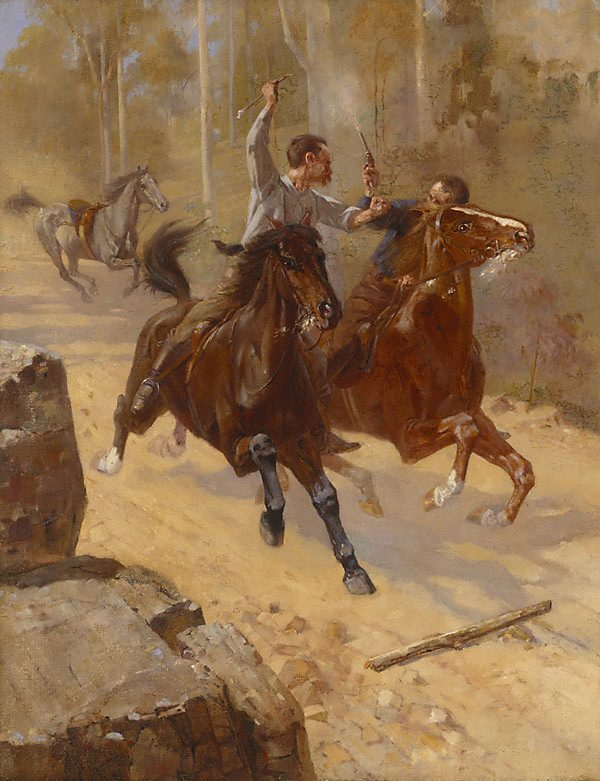
Как в старые времена
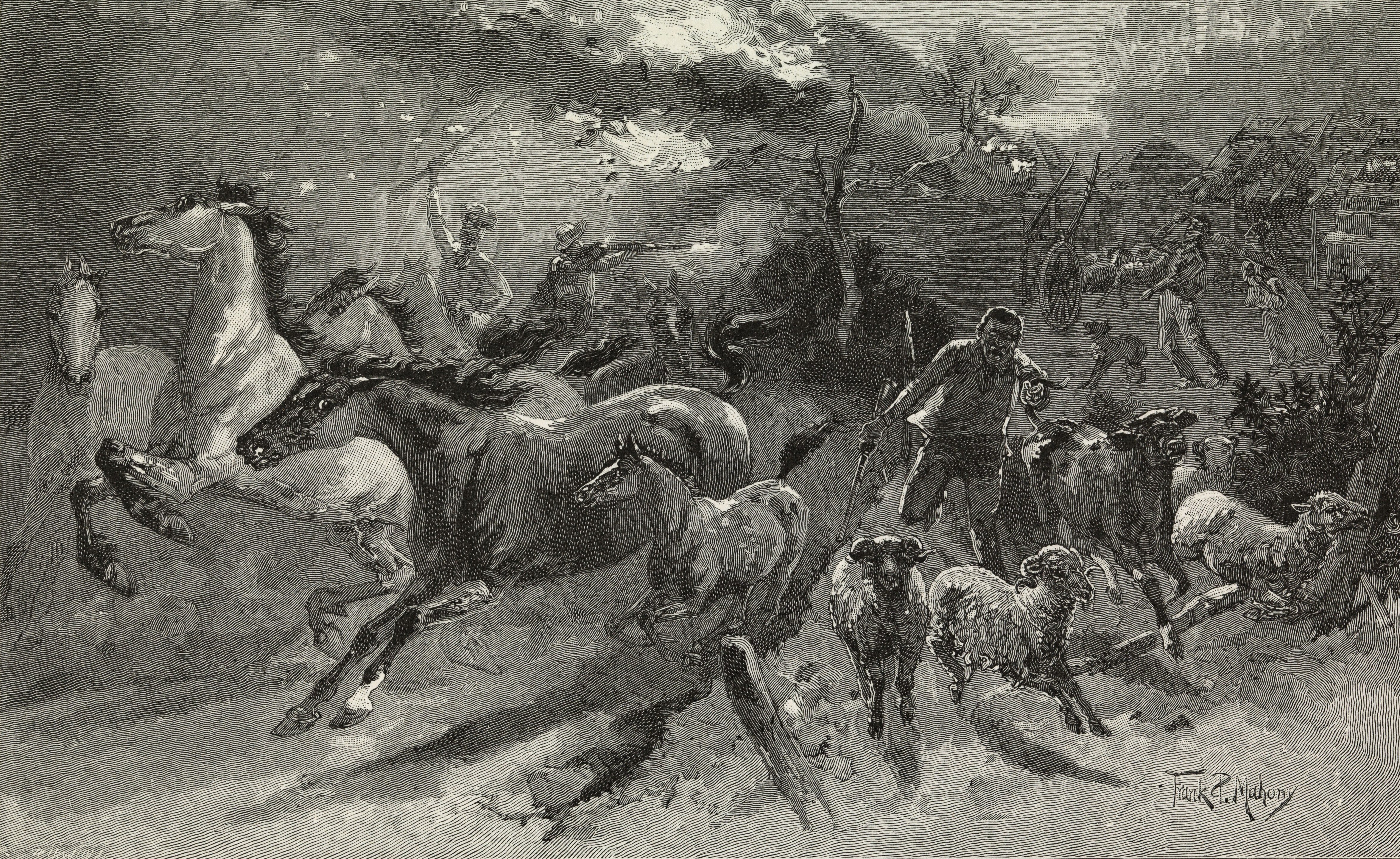
Разбойники грабят ферму поселенцев
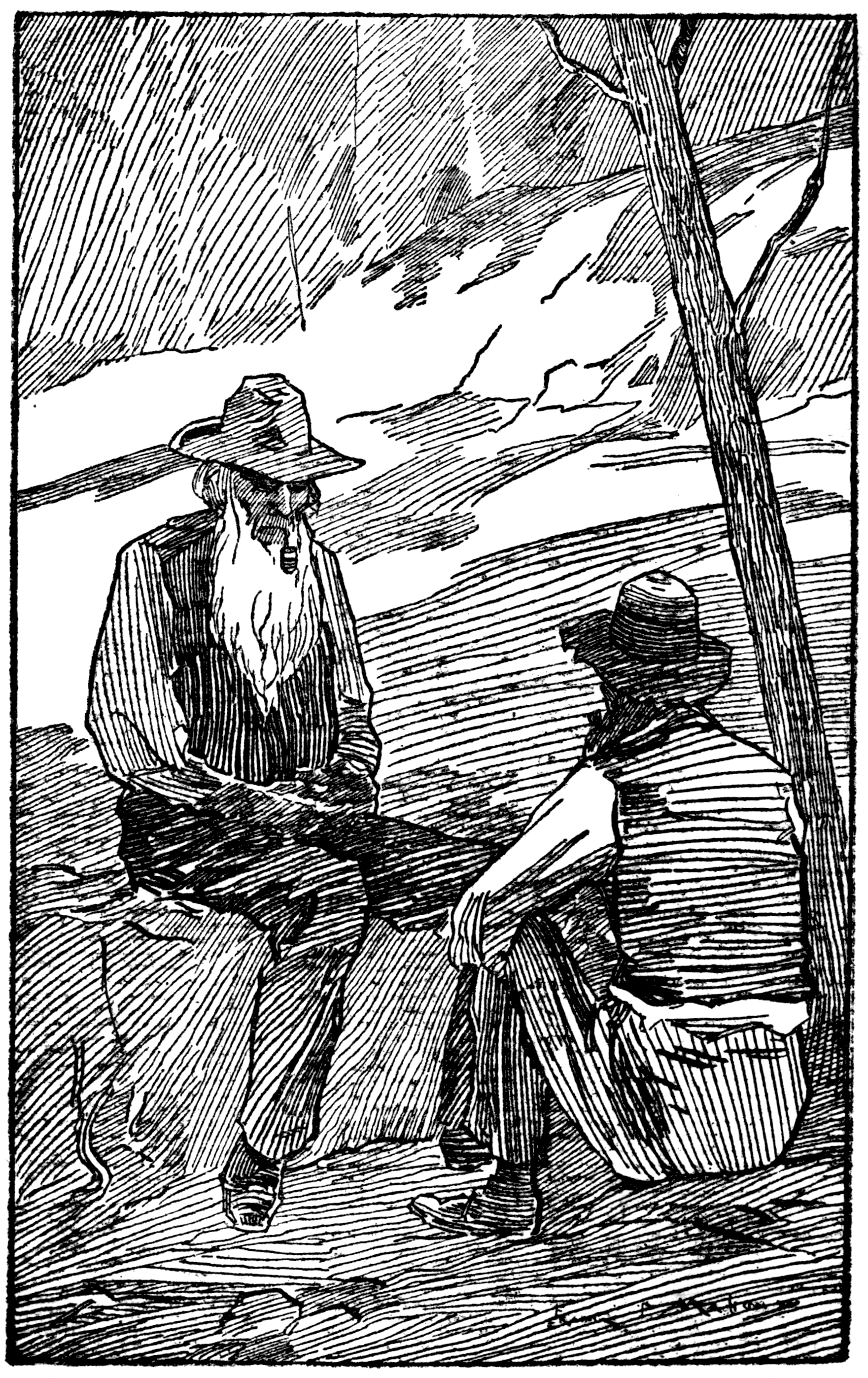
Иллюстрация к книге «While the Billy Boils»
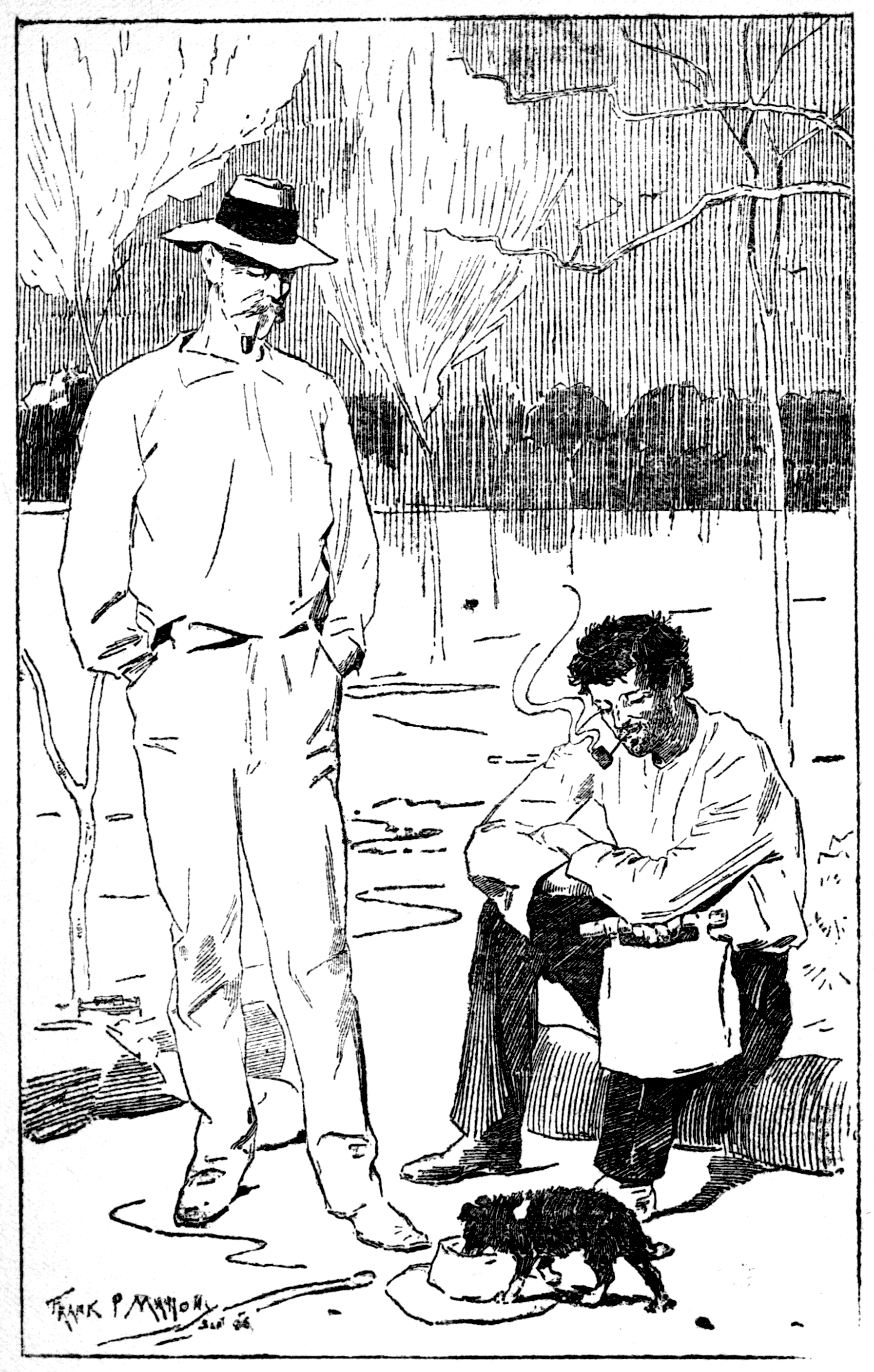
Иллюстрация к книге «While the Billy Boils»
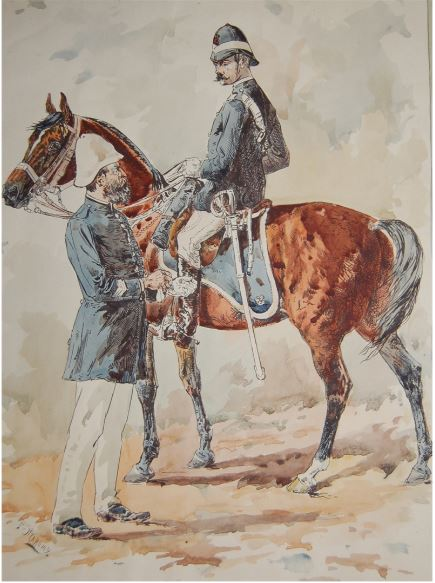
Австралийская пешая и конная полиция
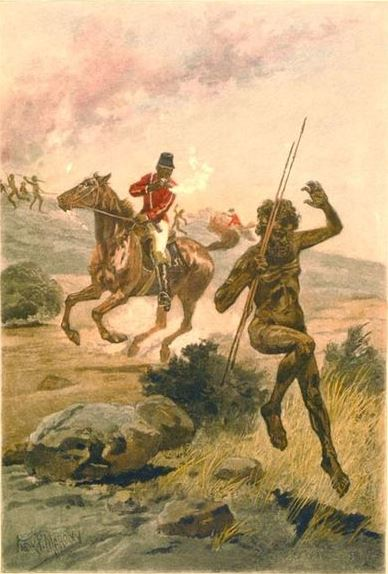
Аборигены Австралии убегают от солдат
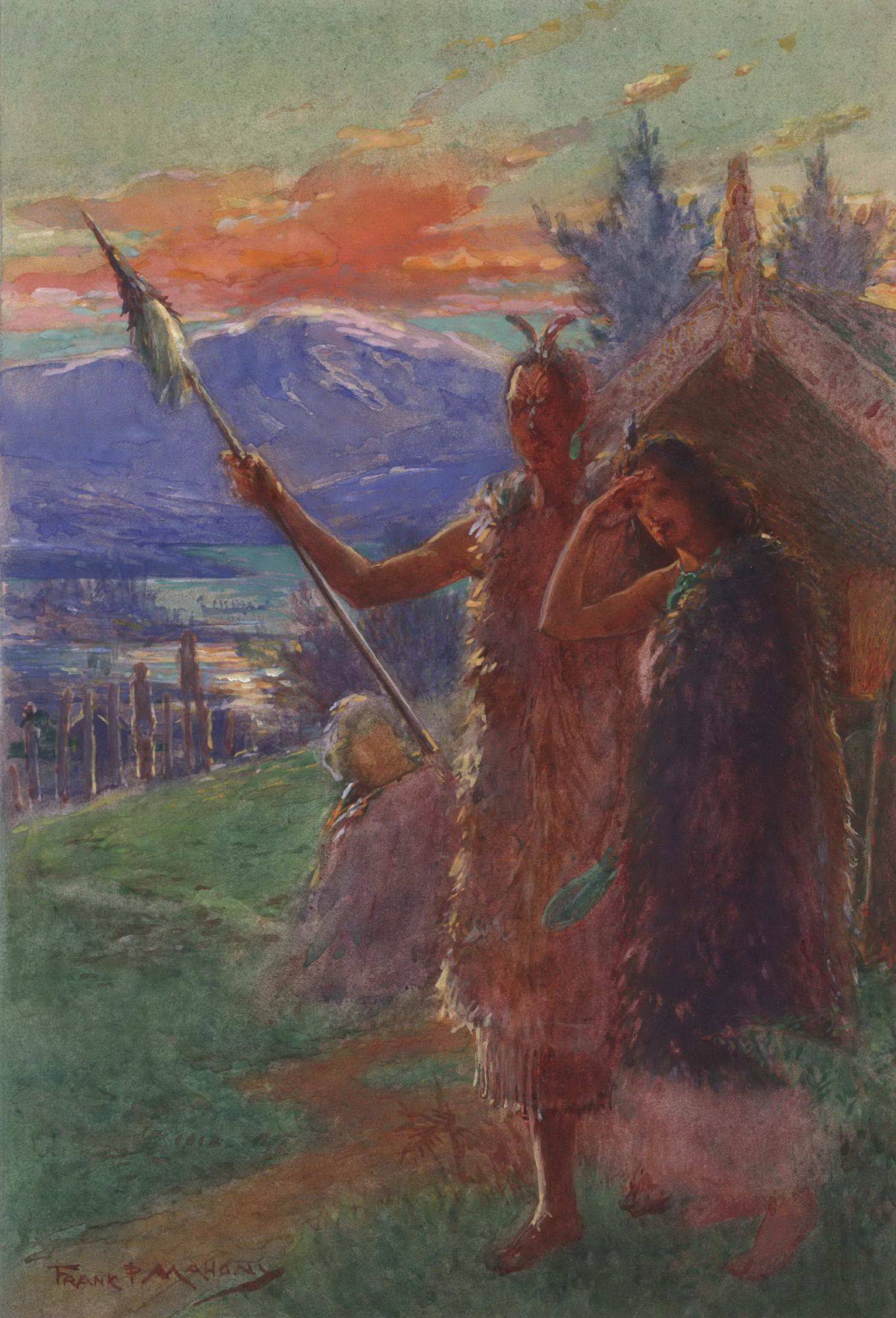
Маори Новой Зеландии